# William James Stewart

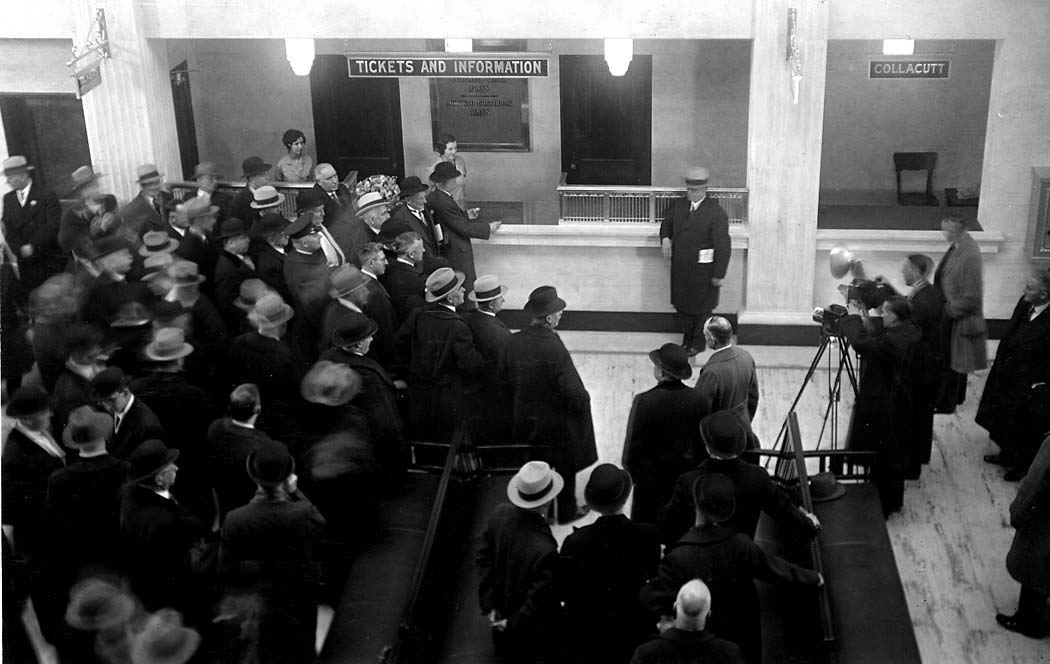
William James Stewart bei der Eröffnung des Busbahnhofs von Toronto, 1931

William James Stewart (* 13. Februar 1889 in Toronto, Ontario; † 18. September 1969) war kanadischer Politiker, Parlamentspräsident der Legislativversammlung von Ontario und 43. Bürgermeister von Toronto.

## Leben
William James Stewart war der Sohn schottisch-irischer Flüchtlinge und wuchs in Toronto auf. Er wurde Mitglied der Runnymede United Church, Meister vom Stuhl der Ulster Masonic Lodge und des Oranier-Ordens. Sein erstes politisches Amt errang er 1924, als er zum Stadtrat gewählt wurde. Bis 1930 blieb er im Stadtrat und bewarb sich erfolgreich als Bürgermeister. Seine von Januar 1931 bis Januar 1935 dauernde Amtszeit war von den Problemen der Weltwirtschaftskrise geprägt. Aufgrund der großen Arbeitslosigkeit 1933 und der daraus resultierenden Armut ließ Stewart Lebensmittelgutscheine ausgeben.
Als Führungsfigur der Progressive Conservative Party of Ontario wechselte Stewart 1937 von der Stadt- in die Provinzpolitik. Er trug dazu bei, dass die regierende Ontario Liberal Party von Mitchell Hepburn ihre Mehrheit nicht weiter ausbauen konnte und zog für den Torontoer Stadtbezirk Parkdale in die Legislativversammlung von Ontario ein. Nach den Wahlen 1943 wurde er zum Parlamentspräsidenten gewählt; 1945 wurde er erneut dazu berufen. Von diesem Amt trat er im März 1947 überraschend zurück und blieb bis zum 27. April 1948 Hinterbänkler innerhalb des Parlaments. Von 1951 bis zum 10. Juni 1959 war er erneut Mitglied des Parlaments und gehörte dort unterschiedlichen Gremien an.